# كازوهيرو مياشيتا
كازوهيرو مياشيتا (6 أغسطس 1961 - ) هو لاعب كرة يد اليابان. شارك في الألعاب الأولمبية الصيفية 1988.

## وصلات خارجية
- كازوهيرو مياشيتا على موقع أوليمبيديا (الإنجليزية)